# Sillviks naturreservat
Sillvik är ett naturreservat i Torslanda socken i Göteborgs kommun i Bohuslän.
Reservatet ligger norr om Tumlehed på norra Hisingen. Det är 30 hektar stort och skyddat sedan 1980. I området finns en skalbank med vetenskapligt värdefull flora. Floran är artrik och vissa av arterna är sällsynta. Där finns en rikedomen på orkidéer och mossor. Bl.a. finns här stora bestånd av kärrknipprot och Jungfru Marie nycklar. Ett antal sällsynta fjärilar har också påträffats, såsom mindre blåvinge, sexfläckig bastardsvärmare, silversmygare och ängsnätfjäril. Andra sällsynta insekter som finns i reservatet inkluderar kullerlöpare samt röd sammetsstekel. Rikedomen av sällsynta arter finns på grund av den höga halten av kalk i marken, vilket annars är relativt ovanligt i Västsverige. I den östra delen av naturreservatet finns en skalbank, där bland annat hasselsnok har påträffats.
Skogen i den västra delen av naturreservatet består mestadels av tall, medan  lövträd är vanligare i öster. På heden vid skalbanken är en det vanligaste trädet.
Sillviks naturreservat förvaltas av Göteborgs stad.
Området ingår i EU:s ekologiska nätverk av skyddade områden, Natura 2000.